# Gianluigi Saccaro
Giovanni Luigi „Gianluigi” Saccaro (ur. 29 grudnia 1938 w Mediolanie, zm. 17 lutego 2021 tamże) – włoski szpadzista, trzykrotny medalista olimpijski i dwukrotny mistrz świata.
Na igrzyskach olimpijskich w Rzymie w 1960 roku wspólnie z Edoardo Mangiarottim, Giuseppe Delfino, Carlo Pavesi, Alberto Pellegrino i Fiorenzo Marinim zdobył drużynowo złoty medal. W tej samej konkurencji zdobył srebrny medal na igrzyskach olimpijskich w Tokio cztery lata później, startując razem z Giuseppe Delfino, Alberto Pellegrino, Gianfranco Paoluccim i Giovannim Battistą Bredą. W turnieju indywidualnym, w rundzie finałowej przegrał dwie z trzech walk, a w rywalizacji o medal lepszy okazał się Guram Kostawa z ZSRR. Kolejny medal wywalczył na igrzyskach olimpijskich w Meksyku w 1968 roku, zajmując indywidualnie trzecie miejsce. W rundzie finałowej jedną walkę wygrał i jedną zremisował, ostatecznie plasując się za Węgrem Győző Kulcsárem i Hryhorijem Krissem z ZSRR. Drużynowo był szósty. Brał też udział w igrzyskach olimpijskich w Monachium w 1972 roku, gdzie zarówno drużynowo jak i indywidualnie odpadł w pierwszej rundzie.
Podczas mistrzostw świata w Paryżu w 1965 roku wspólnie z Giorgio Anglesio, Franco Bertinettim, Giuseppe Delfino, Carlo Pavesim i Alberto Pellegrino zdobył złoty medal w zawodach drużynowych. W tej samej konkurencji Włosi z Saccaro w składzie zdobywali też złoty medal na rozgrywanych rok później mistrzostwach świata w Filadelfii.